# ザ・ワン (ビデオ)
『ザ・ワン』 (The One) は、アメリカ合衆国のミュージシャン、マイケル・ジャクソンのドキュメンタリー。
2004年1月2日にアメリカのCBSで放送された『マイケル・ジャクソン：ナンバー・ワンズ』が収録されている。内容は、ビヨンセやアイザック・ヘイズなどの著名人がジャクソンについて語っている。ジャクソン5時代の映像も登場する。

## 収録内容

### パートⅠ
1. スムーズ・クリミナル
2. ザ・ウェイ・ユー・メイク・ミー・フィール
3. バッド
4. ビリー・ジーン
5. ブラック・オア・ホワイト
6. 帰ってほしいの
7. ベンのテーマ
8. ワーキング・デイ・アンド・ナイト
9. ロック・ウィズ・ユー
10. 今夜はドント・ストップ

### パートⅡ
1. スリラー
2. ビリー・ジーン
3. スタート・サムシング
4. 今夜はビート・イット

### パートⅢ
1. アナザー・パート・オブ・ミー
2. バッド
3. ダーティー・ダイアナ

### パートⅣ
1. カルミナ・ブラーナ
2. ヒール・ザ・ワールド
3. スムーズ・クリミナル
4. ブラック・オア・ホワイト
5. ワン・モア・チャンス
6. ユー・ロック・マイ・ワールド